# Abacetus ambiguus
Abacetus ambiguus es una especie de escarabajo terrestre de la subfamilia Pterostichinae.  Fue descrita por Straneo en 1969 y es una especie endémica que se encuentra en Costa de Marfil, África. 